# Hanna Zetterberg
Hanna Zetterberg, née le 15 février 1973 à Stockholm, est une personnalité suédoise, anciennement actrice enfant, femme politique et écrivaine.

## Biographie
En 1984, à l'âge de 11 ans, elle joue le rôle principal dans le film Ronja Rövardotter, adapté du livre pour enfants Ronya, fille de brigand d'Astrid Lindgren.
Membre du Parti de gauche, elle est députée au Riksdag de 1994 (à 21 ans) à 1998, où elle s'investit notamment sur les questions d'écologie, d'agriculture et de genres. Elle arrête sa carrière politique en 2005 et quitte le parti.
Elle publie deux livres pour enfant, Nejlika och lilla lilla syster en 2008 et Nejlika och gosankan en 2009.
Elle est la petite-fille de l'homme politique Åke Zetterberg (sv). Elle est mariée à Filip Struwe (sv) de 2001 à 2011.